# Garrigas (Tarn)
Garrigas (occità) o Garrigues (francès) és un municipi francès al departament del Tarn (regió d'Occitània).
| 1962                                       | 1968 | 1975 | 1982 | 1990 | 1999 | 2007 |
| ------------------------------------------ | ---- | ---- | ---- | ---- | ---- | ---- |
| 124                                        | 126  | 116  | 153  | 154  | 213  | 291  |
| Des de 1962: població sense dobles comptes |      |      |      |      |      |      |